# Nordijski svet
Nordijski svet je uradno telo za formalno medparlamentarno nordijsko sodelovanje med nordijskimi državami. Ustanovljen je bila leta 1952 in ima 87 predstavnikov iz Danske, Finske, Islandije, Norveške in Švedske ter iz avtonomnih območij Ferskih otokov, Grenlandije in Alandskih otokov. Predstavniki so člani parlamenta v svojih državah ali območjih, ti parlamenti pa jih tudi izvolijo. Svet ima letna redna zasedanja oktobra in novembra in običajno še eno dodatno zasedanje na leto s posebno temo. Uradni jeziki Sveta so danski, finski, islandski, norveški in švedski, čeprav za svoje delovne jezike uporablja samo danski, norveški in švedski jezik. Ti trije jeziki predstavljajo materinščino približno 80% prebivalstva v regiji, preostalih 20% pa se jih uči kot drugi ali tuji jezik.
Leta 1971 je bil kot dopolnitev sveta ustanovljen Nordijski svet ministrov in sekretariata. Svet in Svet ministrov delujeta v različnih oblikah sodelovanja s sosednjimi območji, med njimi z Baltsko skupščino in Beneluksom, kot tudi z Rusijo in nemško zvezno deželo Schleswig-Holstein.

## Zgodovina
Med drugo svetovno vojno je Dansko in Norveško okupirala Nemčija, Finska je bila pod napadom s strani Sovjetske zveze, medtem ko je Švedska, čeprav nevtralna, še vedno čutila posledice vojne. Po vojni so nordijske države sledile ideji skandinavske obrambne unije, za zagotavljanje medsebojne obrambe, vendar Finska zaradi svoje zakonodaje Paasikivi-Kekkonen o nevtralnosti, ter zaradi pogodbe FCMA s Sovjetsko zvezo, ni mogla sodelovati.
Predlagano je bilo, da bi nordijske države imele skupno zunanjo in obrambno politiko, da bi ostale nevtralne v primeru konflikta ter da se ne bi pridružile organizaciji NATO, kar so nekatere nordijske države ta čas že načrtovale. ZDA, ki so si želele dostopa do skandinavskih oporišč, in ki so verjele, da se nordijske države niso sposobne braniti same, so izjavile, da skandinavskim državam ne bodo zagotovile vojaške podpore, če se ne bodo pridružile organizaciji NATO. Ko sta Danska in Norveška ZDA prosili za pomoč za povojno obnovo, je skandinavski projekt propadel, Danska, Norveška in Islandija pa so se pridružile organizaciji NATO.
Tudi nadaljnje nordijsko sodelovanje, kot je predlog carinske unije, je spodletelo. Zaradi tega je danski premier Hans Hedtoft leta 1951 predlagal posvetovalni medparlamentarni organ. Danska, Islandija, Norveška in Švedska so leta 1952 ta predlog podprle. Svet je prvo zasedanje imel 13. februarja 1953 v danskem parlamentu, kjer je Hansa Hedtofta izvolil za predsednika. Ko so se Finsko-Sovjetski odnosi po smrti Josipa Stalina spremenili, se je Finska leta 1955 pridružila svetu.
2. julija 1954 je bil ustanovljen nordijski trg dela, leta 1958 pa je bila na podlagi območja potovanj brez potnih listov ustanovljena Nordijska unija potnih listov. Ta dva ukrepa sta pomagala nordijskim državljanom prosto gibanje na celotnem območju držav članic in teritorijev Nordijskega sveta. Nordijska konvencija o socialni varnosti je bila sprejeta leta 1955. Obstajali so tudi načrti za prosti trg, vendar so jih leta 1959 opustili, tik preden so se Danska, Norveška in Švedska pridružile Evropskemu združenju za prosto trgovino (EFTA). Finska je postala pridružena članica združenja leta 1961, Danska in Norveška pa sta zaprosili za članstvo v Evropski gospodarski skupnosti (EGS).
Ta korak pridružitve EGS-u je privedel do želje po uradni nordijski pogodbi. Helsinška pogodba je začrtala delovanje Sveta in začela veljati 21. marca 1962. Nadaljnji napredek na področju nordijskega sodelovanja je bil dosežen v naslednjih letih: ustanovljeni so bili Nordijska šola za javno zdravje, Nordijski kulturni sklad in Nordijska hiša v Reykjaviku. Danski premier Hilmar Baunsgaard je leta 1968 predlagal popolno gospodarsko sodelovanje ("Nordek"). O njem so se dogovorili leta 1970, potem pa se je Finska umaknila, in izjavila, da zaradi njenih vezi s Sovjetsko zvezo ne more oblikovati tesnih vezi z državami, ki so potencialne kandidatke za članstvo v EGS-u (Danska in Norveška). Projekt "Nordek" je tako propadel. 
Posledično sta Danska in Norveška zaprosili za pridružitev k EGS, leta 1971 pa je bil ustanovljen Nordijski svet ministrov, da bi se zagotovilo nadaljnje nordijsko sodelovanje. Leta 1970 se je predstavnikom Ferskih in Alandskih otokov dovolilo sodelovanje v Nordijskem svetu, kot delu Danske in Finske delegacije. Norveška je leta 1972 zavrnila članstvo v EGS-u, medtem ko je Danska delovala kot most med EGS-om in ostalimi nordijskimi državami. Leta 1973 se je Finska z EGS-om dogovorila za pogodbo o prosti trgovini, čeprav se skupnosti polnopravno ni pridružila. V praksi je za Finsko tako od leta 1977 bila odpravljena carina, je pa do leta 1985 carina za določene izdelke še veljala. Švedska k skupnosti EGS ni želela pristopiti, cilj tega pa je bil, da bi ohranila svojo nevtralnost. Grenlandija je EGS kasneje zapustila, in si je od takrat prizadevala za aktivnejšo vlogo v cirkumpolarnih zadevah.
V sedemdesetih letih dvajsetega stoletja je Nordijski svet ustanovil Nordijski industrijski sklad, Nordtest in Nordijsko investicijsko banko. Pristojnost Sveta je bila razširjena na varstvo okolja, za odpravo onesnaženja v Baltskem morju in severnem Atlantiku pa je bilo vzpostavljeno skupno energetsko omrežje. Nordijski svet za znanstveno politiko je bil ustanovljen leta 1983, leta 1984 pa so se predstavniki Grenlandije lahko pridružili danski delegaciji.
Po razpadu Sovjetske zveze leta 1991 je Nordijski svet pričel bolj sodelovati z baltskimi državami in novimi organizacijami Baltskega morja. Švedska in Finska sta se leta 1995 pridružili Evropski uniji (EU), naslednici EGS-a. Pridružitveni postopek je začela tudi Norveška, vendar se je na referendumu ponovno glasovalo proti članstvu. Sta pa se tako Norveška kot tudi Islandija pridružili Evropskemu gospodarskemu prostoru (EGP), ki ju je ekonomsko povezal z EU. Unijo nordijskih potnih listov pa je leta 1996 bila vključena v schengensko območje EU. 
Nordijski svet se je postopoma bolj osredotočil na Arktiko, Baltik, Evropo ter Kanado. Most Øresund, ki povezuje Dansko in Švedsko, je omogočil večje število čezmejnih potovanj, kar je posledično vodilo k nadaljnjim prizadevanjem za zmanjšanje ovir. Prvotno predvidene naloge in funkcije Nordijskega sveta pa so zaradi integracije v EU in EGP delno zastale. Leta 2008 je Islandija začela pogajanja o članstvu v Evropski uniji, vendar se je leta 2015 odločila, da pogajanja preneha. Za razliko od Beneluksa, v Pogodbi o Evropski Uniji ni izrecne določbe, ki bi upoštevala nordijsko sodelovanje. Pogodba pa vseeno določa, da mednarodni sporazumi, ki so jih države članice sklenile pred vstopom v Unijo, ostanejo veljavne, tudi če so v nasprotju z določbami prava Unije, mora pa vsaka država članica sprejeti vse potrebne ukrepe, da čim prej odpravi vsa morebitna neskladja. Nordijsko sodelovanje lahko tako obstaja zgolj če je v skladu s pravnim okvirom Evropske Unije.

## Organizacija

### Svet
Nordijski svet sestavlja 87 predstavnikov, ki jih izvolijo parlamenti držav članic, ti pa odražajo relativno zastopanost političnih strank v teh parlamentih. Glavno zasedanje je jeseni, medtem ko se tako imenovano "tematsko zasedanje" organizira spomladi. Vsaka nacionalna delegacija ima svoj sekretariat v nacionalnem parlamentu. Avtonomna ozemlja – Grenlandija, Ferski otoki in Åland – imajo ravno tako nordijske sekretariate.
Svet sam nima formalnih pooblastil, vendar mora vsaka vlada izvajati vse odločitve prek svojega nacionalnega zakonodajnega procesa. Ker so Danska, Norveška in Islandija članice zveze NATO, Finska in Švedska pa sta nevtralni, Nordijski svet ni nikoli bil del nobenega vojaškega sodelovanja.

### Svet Ministrov
Prvotni Nordijski svet se predvsem osredotoča na medparlamentarno sodelovanje. Za medvladno sodelovanje je odgovoren Nordijski svet ministrov, ustanovljen 1971. Končno odgovornost imajo sicer predsedniki vlad, je pa ta vloga po navadi dodeljena ministru za nordijsko sodelovanje in Nordijskemu odboru za sodelovanje, ki usklajujeta vsakodnevno delo. Avtonomna ozemlja imajo enako zastopanost kot države. Nordijski svet ministrov ima svoje prostore v baltskih državah.

### Generalni sekretar
- Generalni sekretar Nordijskega sveta

### Jeziki
Kot svoje uradne delovne jezike Nordijski svet uporablja tri kontinentalne skandinavske jezike (danščino, norveščino in švedščino), medtem ko je zagotovljeno tolmačenje in prevajanje v finščino in islandščino (vendar nikoli med skandinavskimi jeziki). Svet v informativne namene gradivo objavlja tudi v angleščini. Svet danščino, norveščino in švedščino kolektivno imenuje skandinavščina, in jih tretira kot različne oblike istega jezika, ki tvorijo skupno jezikovno skupnost. Od leta 1987 imajo v skladu s Konvencijo o nordijskih jezikih vsi državljani možnost, da uporabljajo svojo materinščino pri vsaki interakciji z uradnimi organi v drugi nordijskih državah, ne da bi bili odgovorni za kakršne koli stroške tolmačenja ali prevajanja. Konvencija zajema obiske bolnišnic, zaposlitvenih centrov, policije in zavodov za socialno varnost. Priznani jeziki so danščina, finščina, islandščina, norveščina in švedščina.
Svet je 31. oktobra 2018 priznal pet uradnih jezikov, s čimer imata od 1. januarja 2020 dalje finščina in islandščina enak status danščini, norveščini in švedščini. Medtem ko delovni jeziki sekretariata Sveta še vedno ostajajo trije skandinavski jeziki, je Svet poudaril, da mora tajništvo vključevati osebje s celovitim razumevanjem finščine in islandščine. Takratni predsednik Sveta Michael Tetzschner je menil, da je kompromis dober, hkrati pa je izrazil zaskrbljenost zaradi stroškov spremembe, in upal, da se ti ne bodo povečali do te mere, da bi se ustvaril pritisk za prehod na angleščino.

### Delo

#### Razumevanje jezika
Nordijski svet in Nordijski svet ministrov se posebej osredotočata na krepitev skupnosti nordijskih jezikov. Glavni poudarek je na promoviranju razumevanja jezikov v nordijskih državah, in sicer predvsem na tem, da otroci in mladostniki razumejo pisno in ustno danščino, norveščino in švedščino, tri vzajemno razumljive skandinavske jezike.

### Lokacija
Nordijski svet in Nordijski Svet ministrov imata sedež v Københavnu in različne urade v vsaki posamezni državi ter številne pisarne v sosednjih državah. Sedež je na naslovu Ved Stranden, št. 18, blizu Slotsholmena.

## Članice
Nordijski svet ima 8 držav članic ali pridruženih držav članic, od tega 5 suverenih držav in 3 samoupravne regije.
| Država članica | Grb | Zastava      | Članstvo | Parlament             | Status članstva           | Zastopana od | Predstavniki    | EFTA/EU/EGP odnosi                 | NATO odnosi                    |
| -------------- | --- | ------------ | -------- | --------------------- | ------------------------- | ------------ | --------------- | ---------------------------------- | ------------------------------ |
| Danska         |     | Danska       | polno    | Folketing             | suverena država           | 1952         | 20              | EU članica EGP članica             | ustanovitvena članica          |
| Finska         |     | Finska       | polno    | Eduskunta (Riksdagen) | suverena država           | 1955         | 20              | EU članica EGP članica             | partnerstvo                    |
| Islandija      |     | Islandija    | polno    | Alþingi               | suverena država           | 1952         | 7               | EFTA članica EGP članica           | ustanovna članica              |
| Norveška       |     | Norveška     | polno    | Storting              | suverena država           | 1952         | 20              | EFTA ustanovna članica EGP članica | ustanovna članica              |
| Švedska        |     | Švedska      | polno    | Riksdag               | suverena država           | 1952         | 20              | EU članica EGP članica             | partnerstvo                    |
| Ferski otoki   |     | Ferski otoki | omejeno  | Løgting               | samoupravna regija Danske | 1970         | 2 od 20 danskih | minimalni                          | NATO teritorij, kot del Danske |
| Grenlandija    |     | Grenlandija  | omejeno  | Inatsisartut          | samoupravna regija Danske | 1984         | 2 od 20 danskih | OCT                                | NATO teritorij, kot del Danske |
| Ålandski otoki |     | Åland        | omejeno  | Lagting               | samoupravna regija Finske | 1970         | 2 od 20 finskih | EU teritorij                       | demilitarizirano območje       |

## Sodelovanje z ostalimi državami
V skladu s 13. členom Poslovnika za Nordijski svet je parlamentarni svet Sámi edina institucija s statusom opazovalca pri Nordijskem svetu. V skladu s 14. členom ima Nordijski mladinski svet stalno status "gosta", predsedstvo pa "lahko kot goste povabi predstavnike ljudsko izvoljenih organov in druge osebe in jim podeli govorne pravice". Po mnenju sveta so v zadnjih nekaj letih gostje iz drugih mednarodnih in nordijskih organizacij lahko sodelovali v razpravah na zasedanjih. To priložnost večinoma izkoristijo obiskovalci baltskih držav in severozahodne Rusije. Gostje, ki imajo povezavo z obravnavano temo, so vabljeni na tematsko sejo.
Baltske države imajo status stalnega opazovalca v organizaciji Nordijskega sveta. Nordijski svet tako najbolj sodeluje z baltskimi državami in redno organizira vrhe premierjev Nord-Balt. Baltske države vidijo v svojem sodelovanju z Nordijskim svetom strateški pomen, sodelovanje pa je glavni politični organizacijski okvir znotraj regije Nord-Balt.
Nordijski svet ministrov je ustanovil štiri urade zunaj nordijske regije, in sicer v Estoniji, Latviji, Litvi in nemški deželi Schleswig-Holstein. Pisarne so del sekretariata Nordijskega sveta ministrov; po mnenju Sveta ministrov je njihova glavna naloga spodbujati sodelovanje med nordijskimi državami in baltskimi državami ter spodbujanje nordijskih držav za sodelovanje z njihovimi veleposlaništvi v baltskih državah.
Nordijski svet in Svet ministrov Estonijo, Latvijo, Litvo in Rusijo opredeljuje kot "sosednja območja" in z njimi formalno sodeluje v okviru politik sosednjih območij. V zadnjih letih se sodelovanje vse bolj osredotoča na Rusijo. 
Nordijski svet je v preteklosti močno podpiral neodvisnost Baltika od Sovjetske zveze. Med procesom osamosvojitve v baltskih državah leta 1991 sta Danska in Islandija zavzeli status opazovalca v Nordijskem svetu za takrat še nesuverene države Baltika, in sicer Estonija, Latvija in Litva. Temu sta leta 1991 nasprotovali Norveška in Finska, ravno tako pa je močno nasprotovala Sovjetska zveza, ki je Nordijski svet obtožila, da se je vključil v njene notranje zadeve. Tako je istega leta Nordijski svet zavrnil status opazovalke za tri, takrat še nesuverene baltske države.
Medtem ko je Nordijski svet zavrnil prošnjo baltskih držav za formalni status opazovalk, navkljub temu z vsemi sosednjimi državami tesno sodeluje na različnih ravneh, vključno z baltskimi in Nemčijo, še zlasti z zvezno deželo Schleswig-Holstein. Predstavniki Schleswig-Holsteina so bili med neformalnimi gosti prvič prisotni na zasedanju leta 2016. Zvezna dežela ima zgodovinske vezi z Dansko in čezmejno sodelovanje s to državo, ravno tako pa ima dansko manjšinsko prebivalstvo. Kot parlamentarni predstavniki Schleswig-Holsteina so bili izvoljeni člani volilne zveze Južni Schleswig in poslanec Socialnih demokratov, ki je povezan z dansko manjšino.
Sámijske politične strukture so si dolgo želele formalne zastopanosti v strukturah Nordijskega sveta, sčasoma pa so dobile status opazovalk prek parlamentarnega sveta Sámi. Poleg tega so predstavniki ljudstva Sámi dejansko vključeni v dejavnosti, ki se dotikajo njihovih interesov. Ferski otoki so izrazili željo po polnopravnem članstvu v Nordijskem svetu namesto sedanjega pridruženega članstva.
Tri države članice Nordijskega sveta (Švedska, Danska in Finska, ki so vse hkrati tudi države članice EU), Baltske skupščine in Beneluksa so si prizadevale za okrepitev sodelovanja na enotnem digitalnem trgu ter za razpravo o socialnih, gospodarskih in monetarnih zadevah, pa o evropski migrantski krizi in obrambnemu sodelovanju. Na dnevnem redu so bili tudi odnosi z Rusijo, Turčijo in Združenim kraljestvom.

## Nordijska združitev
Nekateri si želijo, da bi Nordijski svet nordijsko sodelovanje mnogo bolj poglobil. Če bi se države Islandija, Švedska, Norveška, Danska in Finska združile v eno samo državo, kot si želijo nekateri, bi to ustvarilo bruto domači proizvod v višini 1,60 bilijona ameriških dolarjev, kar bi pomenilo dvanajsto največje gospodarstvo na svetu, večje od Avstralskega, Španskega, Mehiškega in Južnokorejskega. Gunnar Wetterberg, švedski zgodovinar in ekonomist, je napisal knjigo, ki so jo vključili v letno poročilo Nordijskega sveta, ki predlaga prehod od Nordijskega sveta do ustanovitve Nordijske federacije v naslednjih nekaj desetletjih.